# Хайзинген (Эссен)

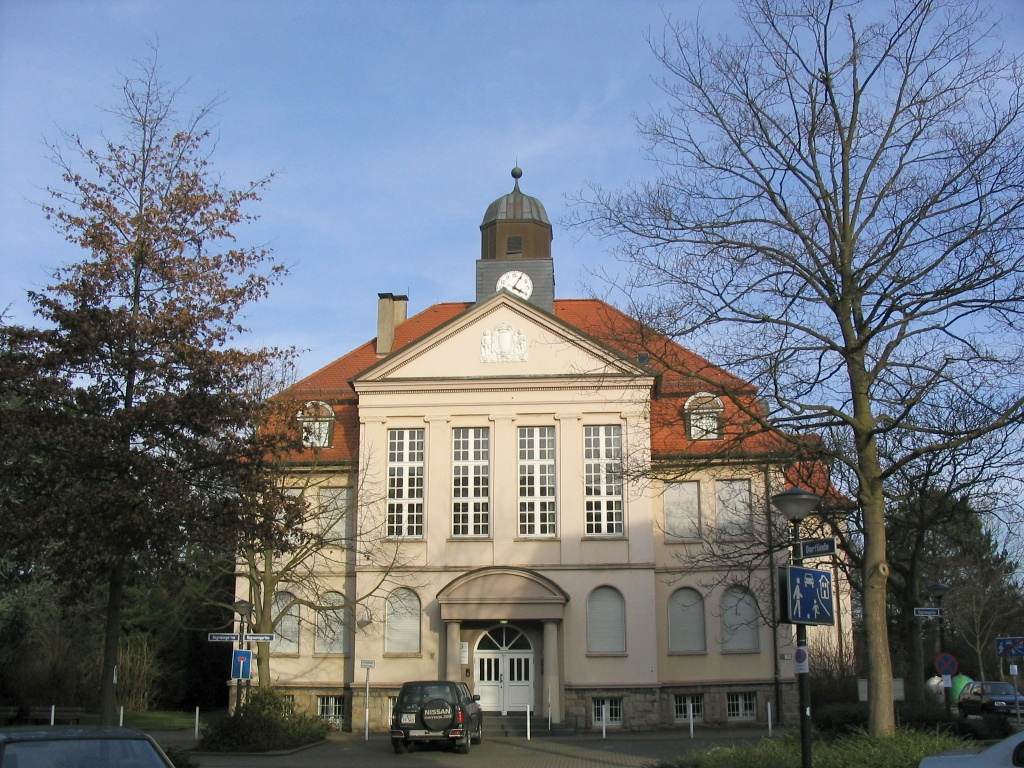
Старая ратуша Хайзингена

Хайзинген (нем. Heisingen) — административный район города Эссен (Германия, федеральная земля Северный Рейн-Вестфалия). Расположен в южной части города на северном берегу реки Рур.

На юго-западе река Рур отделяет Хайзинген от района Фишлакен, а на юго-востоке — от района Купфердре. На востоке Хайзинген граничит с районами Бифанг и Юберрур-Хольтхаузен, на севере — с районами Штадтвальд и Реллингхаузен, на востоке — с районом Бреденай.

## История

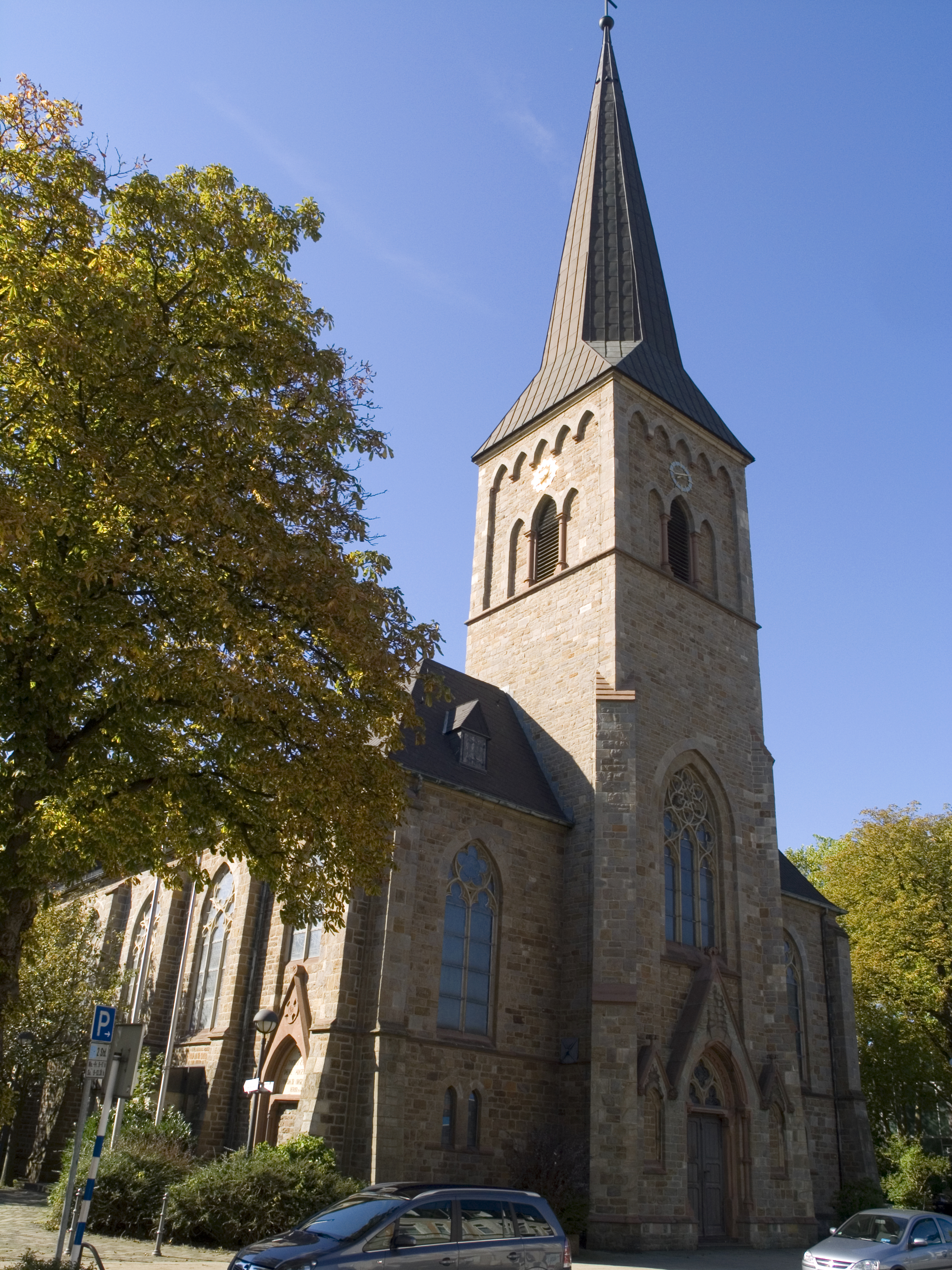
Католическая церковь святого Георга

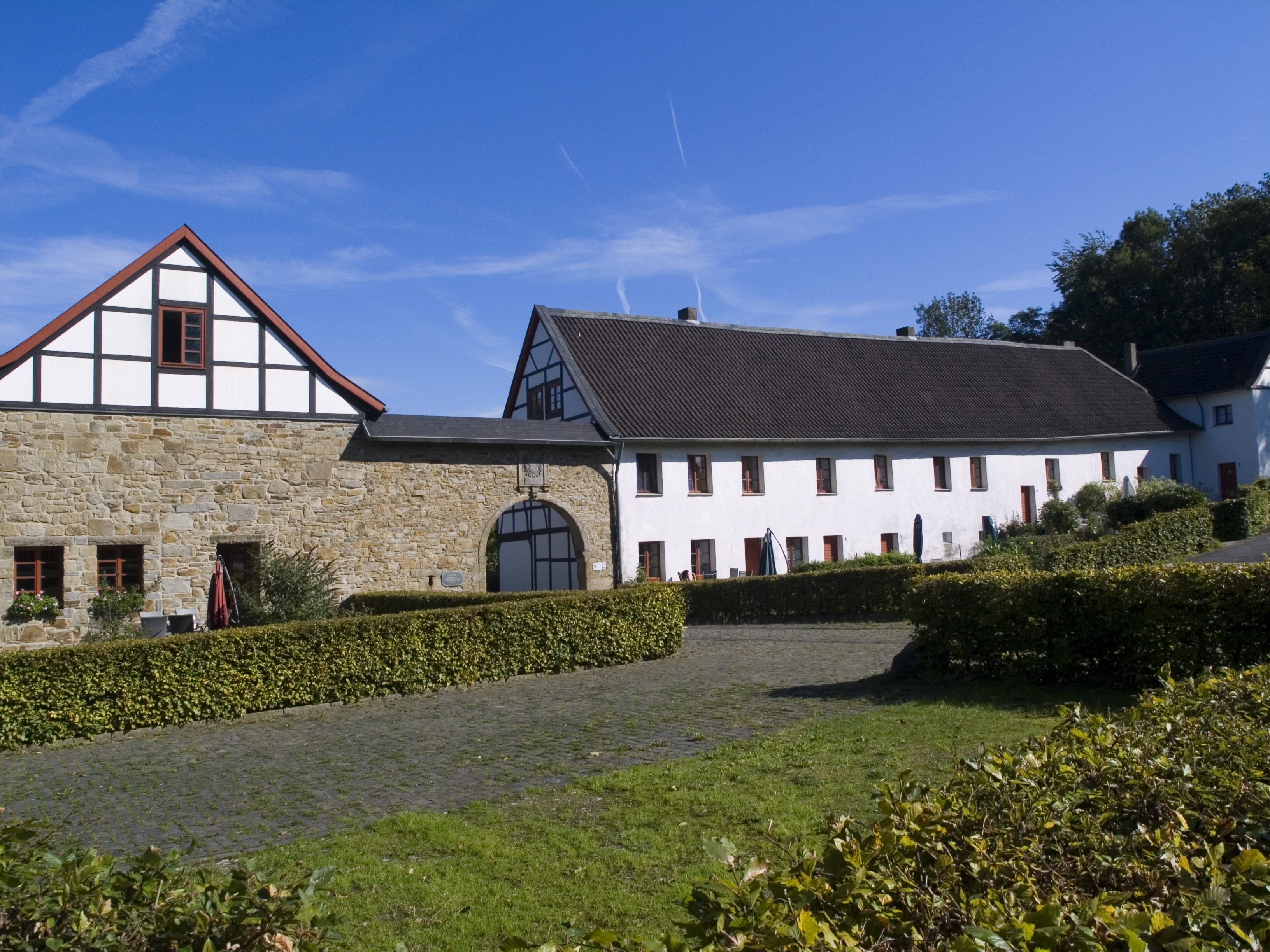
Усадьба Хайзинген

По предположениям историков происхождение поселения Хайзинген связано с племенами рипуарских франков и датируется примерно VII-VIII веками.

Первое документальное упоминание о Хайзингене датировано 24 февраля 796 года. В документе зафиксирован факт дарения Хайзингена Генрихом фон Руром основателю Верденского аббатства Святому Людгеру. В этом документе Хайзинген фигурирует под именем Хайзивальд. Предполагается, что название местности происходит от ранне-германского слова «hais», что переводится как «лес, кусты, роща» и восходит к латинскому слову «caesus». В 834 году Хайзинген впервые упоминается под своим настоящим именем. В 975 году Хайзинген упоминается, как территория принадлежащая Верденскому аббатству.

К столетию в Хайзингене сформировались ленные владения Баркхофен, Вихаузен и усадьба Хайзинген. В налоговом кадастре Верденского аббатства от 1370 года о Хайзингене говорится как о поселении, имеющем 23 двора.

Вплоть до конца XV века Хайзинген не имел своего церковного прихода и относился к приходу церкви Святого Люциуса в Вердене. Только в 1495 году в Хайзингене была построена собственная церковь и освящена в честь Святого Георга.

Изначально главным занятием жителей Хайзингена было сельское хозяйство, в основном — скотоводство, но после открытия в конце XVI века залежей каменного угля в Хайзингене начинают возникать небольшие шахты, которые позже сольются в одну крупную шахту Карла Функе, которая к 1954 году достигла своего наибольшего развития (годовая добыча угля — 617 000 тонн при 2 450 работниках).

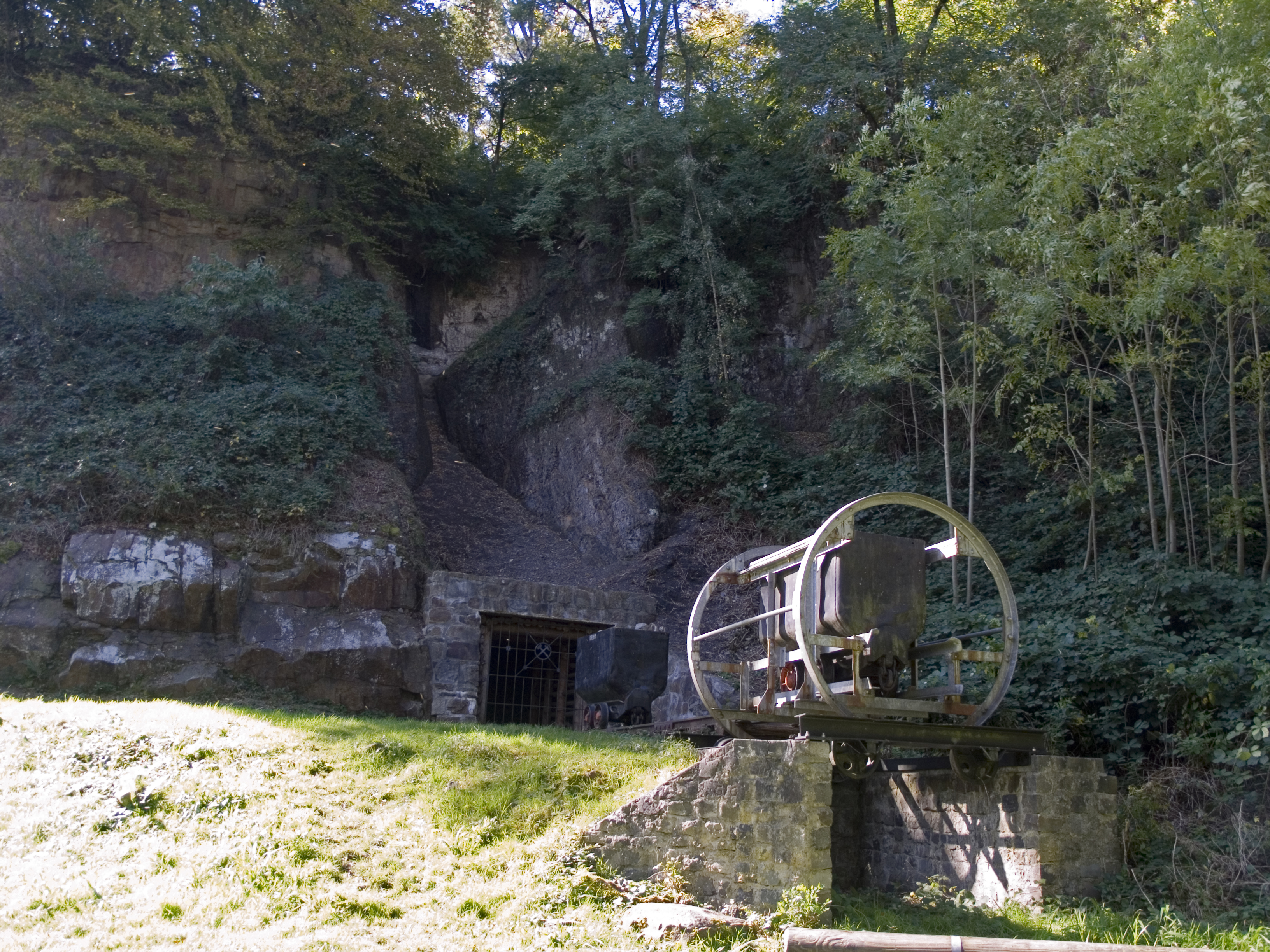
Старая угольная шахта в Хайзингене

В 1803 году в ходе секуляризации, которая проходила под руководством наполеоновского министра Талейрана, Верденское аббатство было упразднено и Хайзинген переходит в государственную собственность.

1 февраля 1872 года был запущен железнодорожный участок Дюссельдорф-Хаген со станцией в Хайзингене. 7 апреля 1894 года станция была расширена, увеличено количество рельсовых путей, это было связано с необходимостью погрузки доставки каменного угля в грузовой порт в Рурорте. В 1895 году был открыт мост через Рур, связавший Хайзинген и Купфердре. В 1955 году этот мост был заменен на современный мост Кампманн.

## Достопримечательности
- Красная мельница
- Старая ратуша Хайзингена
- Охотничий домик Шелленберг
- Усадьба Хайзинген